# Oranje steppevlinder
De oranje steppevlinder (Arethusana arethusa) is een dagvlinder uit de familie van de Nymphalidae, de vossen, parelmoervlinders en weerschijnvlinders en de onderfamilie Satyrinae. De voorvleugellengte bedraagt 21 tot 25 millimeter.
De soort komt voor in Centraal- en Zuid-Europa, Noord-Afrika en Centraal-Azië. In België is de soort zeer zeldzaam en wordt alleen met enige regelmaat gezien in de provincie Namen, ook zijn er waarnemingen uit de provincie Luxemburg bekend. Uit Nederland is één waarneming bekend in 1927 in Vijlen. De soort vliegt van juli tot september. De vlinder vliegt tot 2000 meter boven zeeniveau.

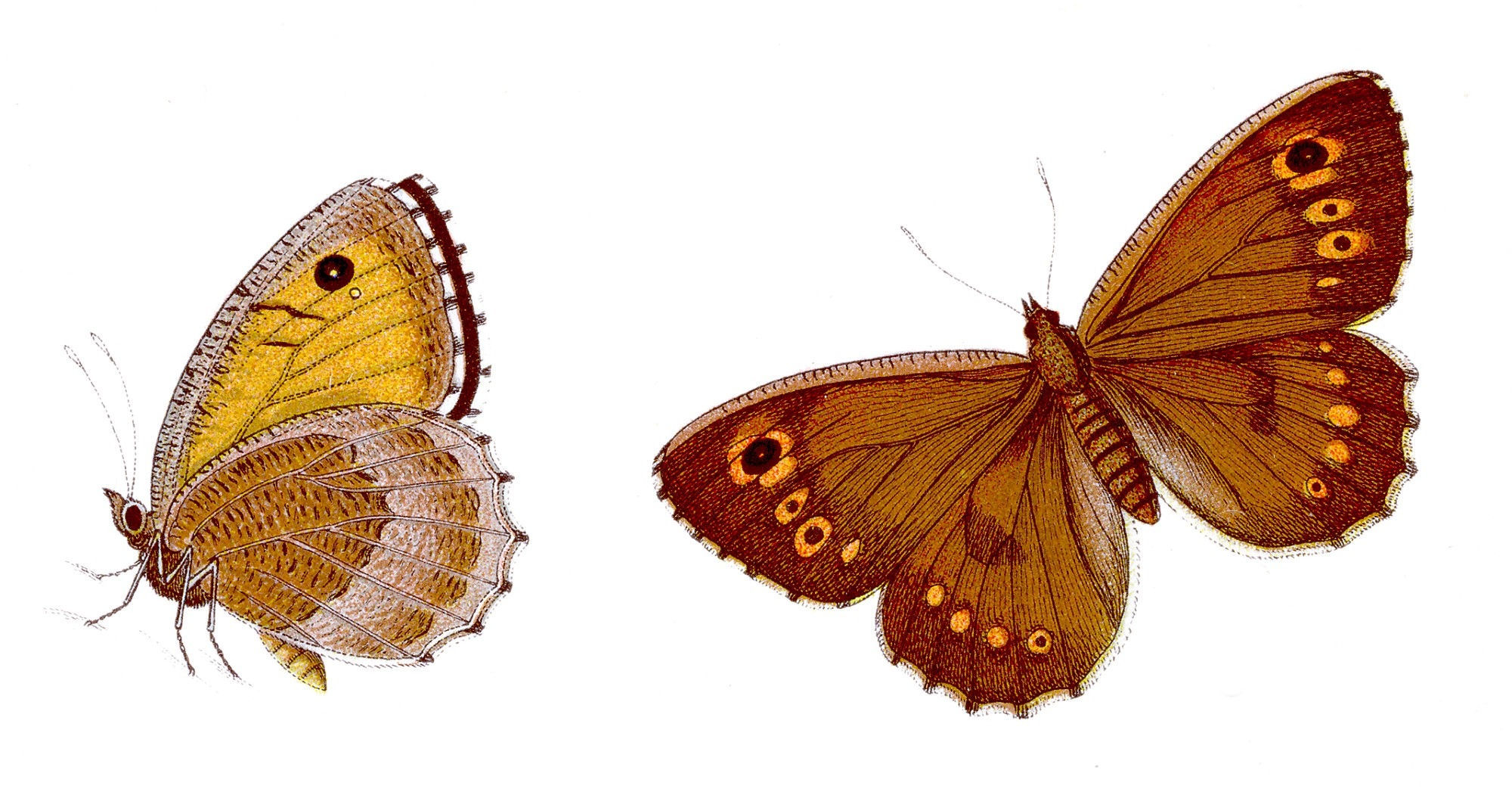
Arethusana arethusa

## Waardplant
De waardplant van de oranje steppevlinder zijn diverse grassen, zoals dravik, gevinde kortsteel, kamgras, buntgras en zwenkgras. De soort overwintert als rups.